# Didymoplexis torricellensis
Didymoplexis torricellensis är en orkidéart som beskrevs av Rudolf Schlechter. Didymoplexis torricellensis ingår i släktet Didymoplexis och familjen orkidéer. Inga underarter finns listade i Catalogue of Life.